# Hipismo nos Jogos Olímpicos de Verão de 2012 - Adestramento por equipes

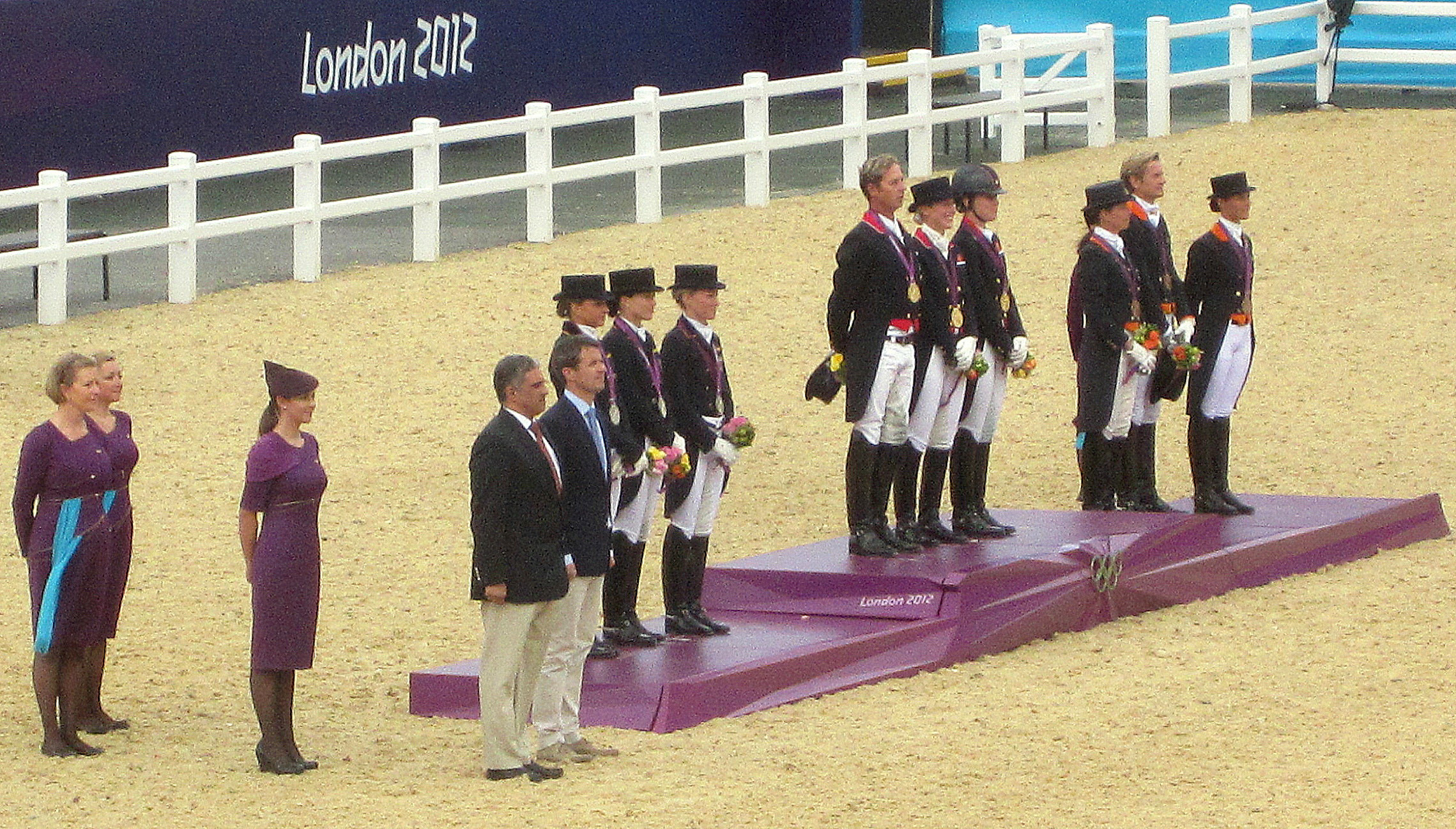
Pódio do adestramento por equipes.

A competição de adestramento por equipes do hipismo nos Jogos Olímpicos de Verão de 2012 foi realizada entre os dias 2 e 7 de agosto no Greenwich Park.

## Calendário
Horário local (UTC+1)
| Dia         | Horário | Fase               |
| ----------- | ------- | ------------------ |
| 2 de agosto | 11:00   | Grand Prix (Dia 1) |
| 3 de agosto | 11:00   | Grand Prix (Dia 2) |
| 7 de agosto | 10:00   | Grand Prix Special |

## Medalhistas
|  | GBR Grã-Bretanha                                                                         |  | GER Alemanha                                                                                   |  | NED Países Baixos                                                                    |
|  | Carl Hester (Uthopia) Laura Bechtolsheimer (Mistral Højris) Charlotte Dujardin (Valegro) |  | Dorothee Schneider (Diva Royal) Kristina Sprehe (Desperados) Helen Langehanenberg (Damon Hill) |  | Anky van Grunsven (Salinero) Edward Gal (Undercover) Adelinde Cornelissen (Parzival) |

## Resultados
Um total de 10 equipes participaram da prova, composta por duas fases. Foram utilizados os resultados da competição individual para a definição da competição por equipes.
| Pos.              | Ginetes                                                   | CON                | Cavalo                           | GP pts               | GP pts       | GPS pts              | GPS pts      | Média geral |
| Pos.              | Ginetes                                                   | CON                | Cavalo                           | Média individual     | Média equipe | Média individual     | Média equipe | Média geral |
| ----------------- | --------------------------------------------------------- | ------------------ | -------------------------------- | -------------------- | ------------ | -------------------- | ------------ | ----------- |
| Medalha de ouro   | Carl Hester Laura Bechtolsheimer Charlotte Dujardin       | GBR Grã-Bretanha   | Uthopia Mistral Højris Valegro   | 77.720 76.839 83.663 | 79.407       | 80.571 77.794 83.286 | 80.550       | 79.979      |
| Medalha de prata  | Dorothee Schneider Kristina Sprehe Helen Langehanenberg   | GER Alemanha       | Diva Royal Desperados Damon Hill | 76.277 79.119 81.140 | 78.845       | 77.571 76.254 78.937 | 77.587       | 78.216      |
| Medalha de bronze | Anky van Grunsven Edward Gal Adelinde Cornelissen         | NED Países Baixos  | Salinero Undercover Parzival     | 73.343 75.395 81.687 | 76.809       | 74.794 75.556 81.968 | 77.439       | 77.124      |
| 4                 | Anne van Olst Anna Kasprzak Nathalie Zu Sayn-Wittgenstein | DEN Dinamarca      | Clearwater Donnperignon Digby    | 71.322 75.289 74.924 | 73.845       | 72.016 73.794 75.730 | 73.847       | 73.846      |
| 5                 | Minna Telde Tinne Vilhelmson-Silfvén Patrik Kittel        | SWE Suécia         | Santana Don Auriello Scandic     | 67.477 74.271 74.073 | 71.940       | 72.270 74.063 74.079 | 73.471       | 72.706      |
| 6                 | Jan Ebeling Tina Konyot Steffen Peters                    | USA Estados Unidos | Rafalca Calecto V Ravel          | 70.243 70.456 77.705 | 72.801       | 69.302 70.651 76.254 | 72.069       | 72.435      |
| 7                 | José Daniel Martín Morgan Barbançon Juan Manuel Muñoz     | ESP Espanha        | Grandioso Painted Black Fuego    | 69.043 72.751 75.608 | 72.467       | 69.286 71.556 75.476 | 72.106       | 72.287      |
| 8                 | Michał Rapcewicz Beata Stremler Katarzyna Milczarek       | POL Polônia        | Randon Martini Ekwador           | 66.915 69.422 69.271 | 68.536       | Não avançou          | Não avançou  | Não avançou |
| 9                 | Kristy Oatley Lyndal Oatley Mary Hanna                    | AUS Austrália      | Clive Sandro Boy Sancette        | 68.222 69.377 67.964 | 68.521       | Não avançou          | Não avançou  | Não avançou |
| –                 | Jacqueline Brooks David Marcus Ashley Holzer              | CAN Canadá         | D'Niro Capital Breaking Dawn     | 68.526 EL 71.809     | EL           | Não avançou          | Não avançou  | Não avançou |